# Luftskib
Et luftskib er et styrbart luftfartøj, hvis opdrift primært kommer fra en gas, der er lettere end atmosfærisk luft. De mest kendte luftskibe er tyske zeppelinerne, men faktisk skete den første udvikling i Frankrig. Det meste af Europas forskerpark lå i Paris, og i midten af 1800-tallet skete udviklingen af luftskibet der.

## Historie
Verdens første luftskib gik til vejrs i Paris i 1852, drevet af dampmaskiner. Det var imidlertid den tyske officer Ferdinand von Zeppelin, der skabte opmærksomhed om sagen, efter at han under den tyske belejring af Paris i 1870 så en fransk politiker forlade byen i ballon. Zeppelin fik organiseret udviklingen af luftskibe, og i 1900 lettede det første zeppelinerluftskib. De første zeppelinere havde skelet af træ og blev brugt til militære formål. De blev perfektioneret med gas og nye motorer, og frem til 1937 var der kun lidt, der tydede på, at fartøjene var farlige.
Zeppelins ideal for et luftskib var, at det skulle være stort og bestå af ikke ét, men flere kamre, så et enkelt hul ikke ville sætte det ud af spillet. I 1920'erne blev passagerluftskibene bygget. Den bedst kendte rute var over Atlanten.
Luftskibene blev, som Zeppelin drømte, større og større, og skelettet blev nu bygget af aluminium. Det største af dem alle var Hindenburg på hele 247 m. Men under en landing i New Jersey i 1937 satte en gnist ild til de enorme masser af hydrogen, som ballonen indeholdt. Det helt inaktive helium skulle ligge under den brændbare hydrogen, men amerikanernes handelsboykot af Nazityskland indbefattede helium, så selskabet ikke fik tilstrækkelige mængder. 36 mennesker mistede livet. Efter denne katastrofe faldt efterspørgslen drastisk. Selvom luftskibene skød en ganske fornuftig fart på omkring 100 km/t, blev de hurtigt udkonkurreret af flyvemaskinen, som i dag står for al luftfart.
Luftskibe med helium blev benyttet af USA, men efter USS Akrons havari i 1934 og søsterskibet USS Macons i 1935 kølnedes den amerikanske flådes interesse for luftskibe til militær brug.
I Tønder findes et zeppelinermuseum, der har udstillinger om de mange ulykker med luftskibe. Et af dem er Luftskib L 19, der blev benyttet under et angreb på Liverpool. Zeppelineren nåede dog aldrig målet, da den fik motorproblemer og drev med vinden til Holland, hvor den blev beskudt. Den søgte derfor nordpå, hvor den nødlandede i Nordsøen. Det hele endte med at hele luftskibets besætning druknede.

## Luftskibe i dag
I dag produceres luftskibe i mindre tal, og de anvender den inaktive gas helium. En af de nyere luftskibstyper hedder Zeppelin NT med teknologien fly-by-wire.

## Links
- zeppelin-nt.de (Zeppelin Luftschifftechnik GmbH)
- zeppelinflug.de (Deutsche Zeppelin Reederei)